# Oskar Kanehl
Oskar Kanehl (* 5. Oktober 1888 in Berlin; † 28. Mai 1929 ebenda) war ein deutscher expressionistischer und kommunistischer Dichter, Schriftsteller und Herausgeber.

## Leben
Kanehl studierte nach dem Abitur ab 1908 Philosophie und Germanistik an der Friedrich-Wilhelm-Universität in Berlin. Seine Dissertation wurde 1911 in Würzburg abgelehnt, weshalb er sich anschließend an der Universität Greifswald im Fach Germanistik einschrieb, wo er Ende 1912 erfolgreich promovierte. Seine Doktorarbeit mit dem Titel Der junge Goethe im Urtheile des jungen Deutschland erschien 1913.
Nach dem Ende des Studiums zog Kanehl ins nahegelegene Fischerdorf Wieck. Dort gab er 1913 bis 1914 zwölf Nummern seiner kurzlebigen Zeitschrift Wiecker Bote. Akademische Monatsschrift heraus, in der einige wichtige Texte des frühen Expressionismus erschienen, unter anderen von Albert Ehrenstein, Max Herrmann-Neiße und Else Lasker-Schüler, Rudolf Leonhard, Ernst Wilhelm Lotz und Richard Oehring. Daneben erschienen Texte Kanehls auch in der Zeitschrift Die Aktion.
1914 wurde Kanehl zum Wehrdienst eingezogen. Seine Antikriegsgedichte erschienen während des Ersten Weltkriegs in Franz Pfemferts Die Aktion und gehörten zu den bedeutendsten ihrer Zeit. 1922 erschienen sie gesammelt als Buch im Aktions-Verlag. 1918 wurde Kanehl Mitglied im „Vollzugsrat der Arbeiter und Soldaten“ in Berlin. 1919 erschienen sechs Revolutionsaufrufe in der Zeitschrift Die Erde. Nach dem Krieg war Kanehl vorübergehend Mitglied der KPD, danach der KAPD und ab 1921 der AAUE bzw. des 1926/27 kurzzeitig bestehenden Spartakusbunds linkskommunistischer Organisationen.
In der Weimarer Republik war Kanehl unter anderem Regisseur an den Rotter-Bühnen in Berlin und bis zu seinem Tod Mitarbeiter von Franz Pfemferts „Die Aktion“.
1929 beging Kanehl mit einem Sturz aus dem Fenster seiner Wohnung in der Kantstraße Selbstmord. Die Grabreden hielten Erich Mühsam und Franz Pfemfert. Sein Grab auf dem Südwestkirchhof Stahnsdorf bei Berlin ist erhalten.

## Werke
- Steh auf, Prolet! Gedichte. Prolet-Verlag, Erfurt 1920 (wiederveröffentlicht: Der Malik Verlag, Berlin 1922)
- Die Schande. Gedichte eines dienstpflichtigen Soldaten aus der Mordsaison 1914–1918. Verlag der Aktion, Berlin 1922. (Wiederveröffentlicht: Books on Demand, Norderstedt 2015) kulturraumverdichtung.de
- Straße frei. Gedichte. Verlag des Spartakusbundes, Berlin 1928 (wiederveröffentlicht: Trotzdem-Verlag, Reutlingen, 1979 und 1981)
- Die Dinge Schreien. Gedichte. Verlag Wiecker Bote, Greifswald / Berlin 2015. wiecker-bote.com
- Kein Mensch hat das Recht, für Ruhe und Ordnung zu sorgen. Herausgegeben und eingeleitet von Wolfgang Haug. Verlag Edition AV, Lich 2016, ISBN 978-3-86841-146-1
- Oskar Kanehl. In: Tom Riebe (Hrsg.): Versensporn – Heft für lyrische Reize, Nr. 37, Edition POESIE SCHMECKT GUT, Jena 2019, 100 Exemplare